# Równania pierwotne
Równania pierwotne (ang. primitive equations) – w meteorologii równania Naviera-Stokesa opisujące hydrodynamiczny przepływ płynu (np. powietrza) na obracającej się sferze.
Przybliżenia równań pierwotnych prowadzą do opisu pewnych szczególnych sytuacji, np. równowagi geostroficznej. Natomiast dyskretyzacja numeryczna równań pierwotnych daje podstawy nowoczesnych metod numerycznych prognoz pogody.